# Blue Star 2
Il Blue Star 2 è un traghetto appartenente alla compagnia di navigazione Blue Star Ferries.

## Servizio
Varato il 25 marzo del 2000 nel cantiere navale Van der Gissen de Noord di Krimpen aan den IJssel con il nome di Blue Star 2 e consegnato il 6 luglio successivo alla Blue Star Ferries, prende servizio il 14 luglio nei collegamenti tra Ancona, Brindisi e Patrasso in coppia con il gemello Blue Star 1.
Il 1º gennaio 2001 lo scalo a Brindisi viene soppresso.
Il 4 marzo 2003 viene trasferito nei collegamenti tra Il Pireo ed Heraklion.
Nel 2005 prende servizio nei collegamenti tra Il Pireo, Patmos, Kos e Rodi, dove opera tutt'oggi.

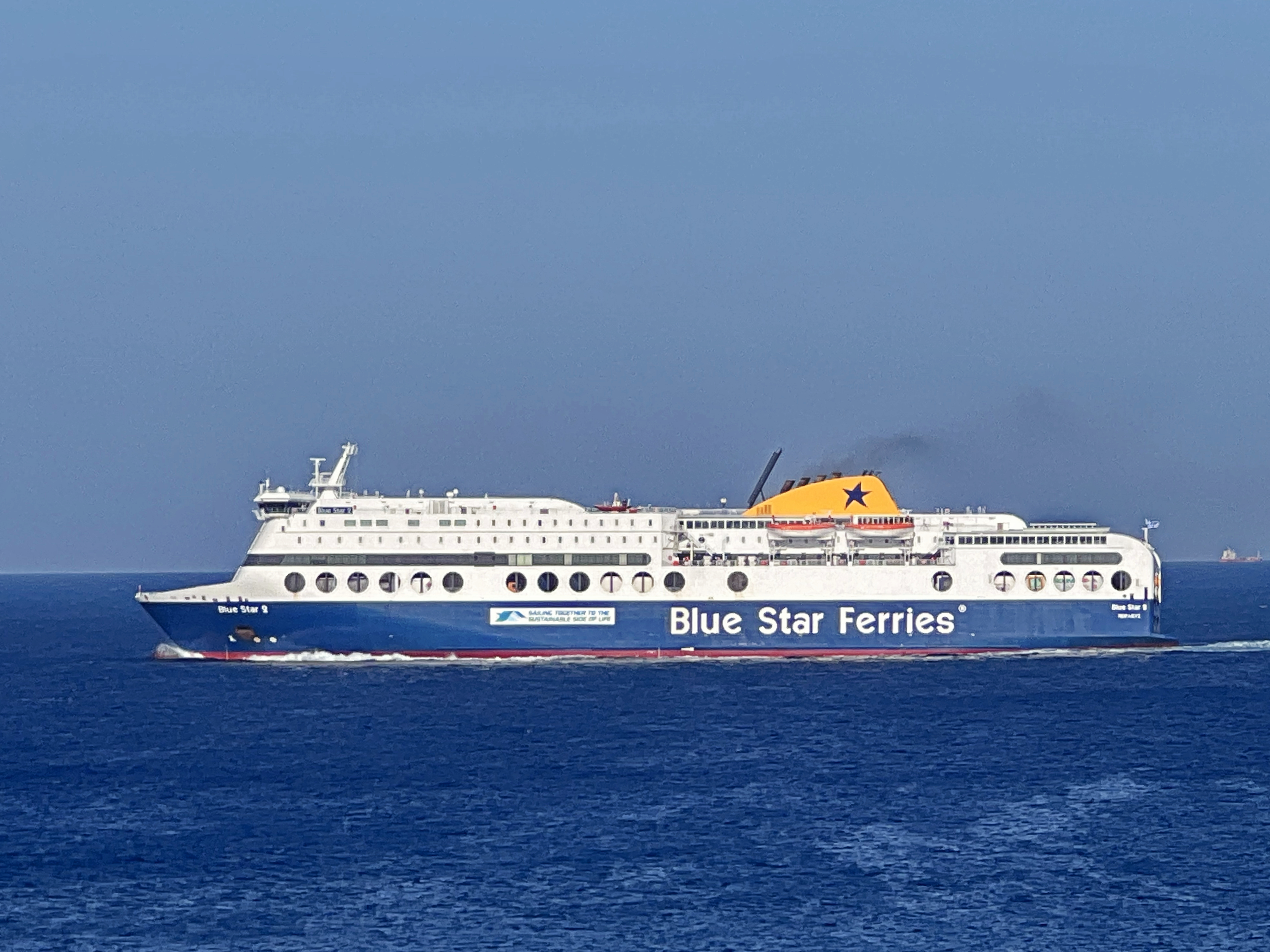
Il Blue Star 2 in navigazione nei pressi di Rodi nel 2023.

## Navi gemelle
- Blue Star 1